# 笠原潤一

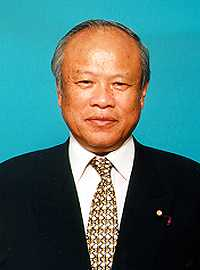

笠原 潤一 （かさはら じゅんいち、1932年4月14日 - 2002年4月20日）は日本の政治家。元参議院議員（1期）。元岐阜県議会議員。次女は元衆議院議員の笠原多見子。

## 略歴
岐阜県岐阜市生まれ。1991年5月に岐阜県議会副議長に就任。1993年1月に県議を辞職して岐阜市長選挙に出馬したが、浅野勇に敗れ落選。同年7月、参議院議員岐阜県選挙区補欠選挙に自由民主党公認で出馬し当選。議員在任中は無派閥であった。1996年に組閣された第2次橋本内閣で沖縄開発政務次官に就任。1998年の第18回参議院議員通常選挙では自由民主党の公認を得たものの保守系の候補乱立のあおりを受け落選。落選後、引退を表明した。引退後は岐阜県陸上競技連盟会長などを務めた。